# Zhongfeng Mingben

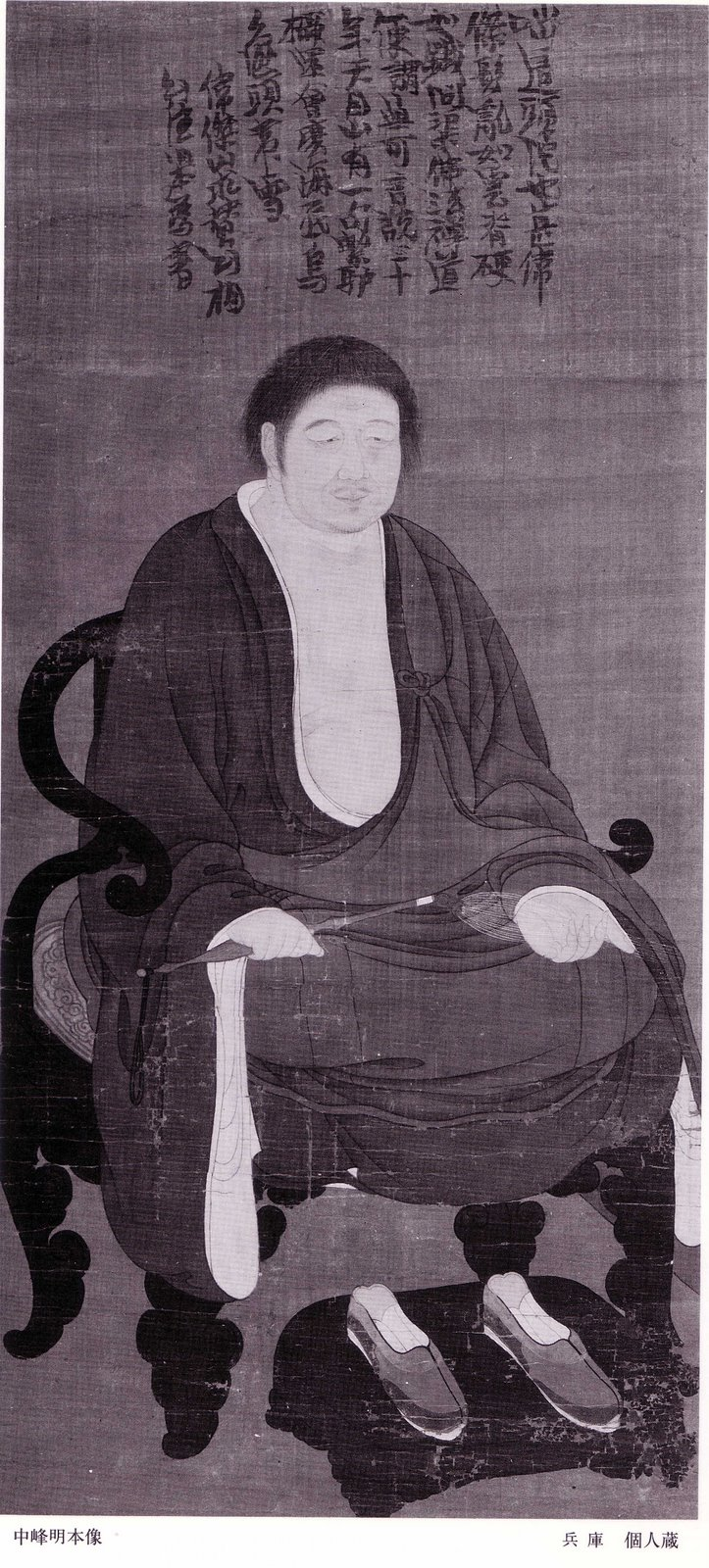
Retrato do monge Zhongfeng Mingben

Zhongfeng Mingben (em chinês:  中峰明本  ; em japonês:  Chūhō Myōhon), 1263–1323  foi um mestre budista Chan que viveu no início de Yuan China. Ele aderiu ao estilo rigoroso da escola Linji e influenciou o Zen através de vários professores japoneses que estudaram com ele.

## Biografia
O sobrenome de Zhongfeng Mingben era Sun. Ele era o mais novo de sete filhos. Sua mãe morreu quando ele tinha nove anos. Já em sua adolescência, ele queria se tornar um monge. A partir dos quinze anos, ele observou os Cinco Preceitos do leigo. Sua mão esquerda foi mutilada quando, em sua juventude, ele queimou o dedo mínimo como um sacrifício ao Buda. Isso pode ter sido inspirado no capítulo 23 do Sutra de Lótus.
Em 1287 Zhongfeng Mingben recebeu tonsura no Mosteiro Shiziyuan na Montanha Tianmu. Em 1288 foi ordenado monge. Ao contrário das regras monásticas, ele deixou que seus cabelos ficassem compridos (supostamente) de acordo com seu professor, Gaofeng Yuanmai. Quando jovem, foi nomeado para suceder o abade do mosteiro na Montanha Tianmu, tendo fugido do mosteiro em busca de solidão.
Quando adulto, ele tinha uma "compleição física considerável". Ele foi chamado de "O velho Buda ao sul do mar", uma alusão a Mazu Daoyi, (709–788)  um dos mais influentes professores do Budismo Chan, que viveu durante a dinastia Tang (618–907). ), a "idade de ouro do Zen". Zhongfeng Mingben recusou vários títulos, nomeações e posições, tendo optado temporariamente por uma vida de meditação errante e solitária. Ele recusou um convite de Ayurbarwada Buyantu Khan para vir à corte de Yuan.

## Leituras
- Lauer, Uta (2002), A Master of His Own: The Calligraphy of the Chan Abbot Zhongfeng Mingben (1262–1323), ISBN 9783515079327, Franz Steiner Verlag
- Heller, Natasha Lynne (2005), Illusory abiding: The life and work of Zhongfeng Mingben (1263–1323), Harvard University, OCLC 85262269
- Heller, Natasha (2009b), «7: Between Zhongfeng Mingben and Zhao Mengfu: Chan Letters in Their Manuscript Context», Buddhist Manuscript Cultures, ISBN 978-0-415-77616-5, III, New York: Routledge, pp. 109–123